# Інгенрід
Інгенрід (нім. Ingenried) — громада в Німеччині, розташована в землі Баварія. Підпорядковується адміністративному округу Верхня Баварія. Входить до складу району Вайльгайм-Шонгау. Складова частина об'єднання громад Альтенштадт.
Площа — 17,45 км2. Населення становить 1083 ос. (станом на 31 грудня 2020).

## Галерея

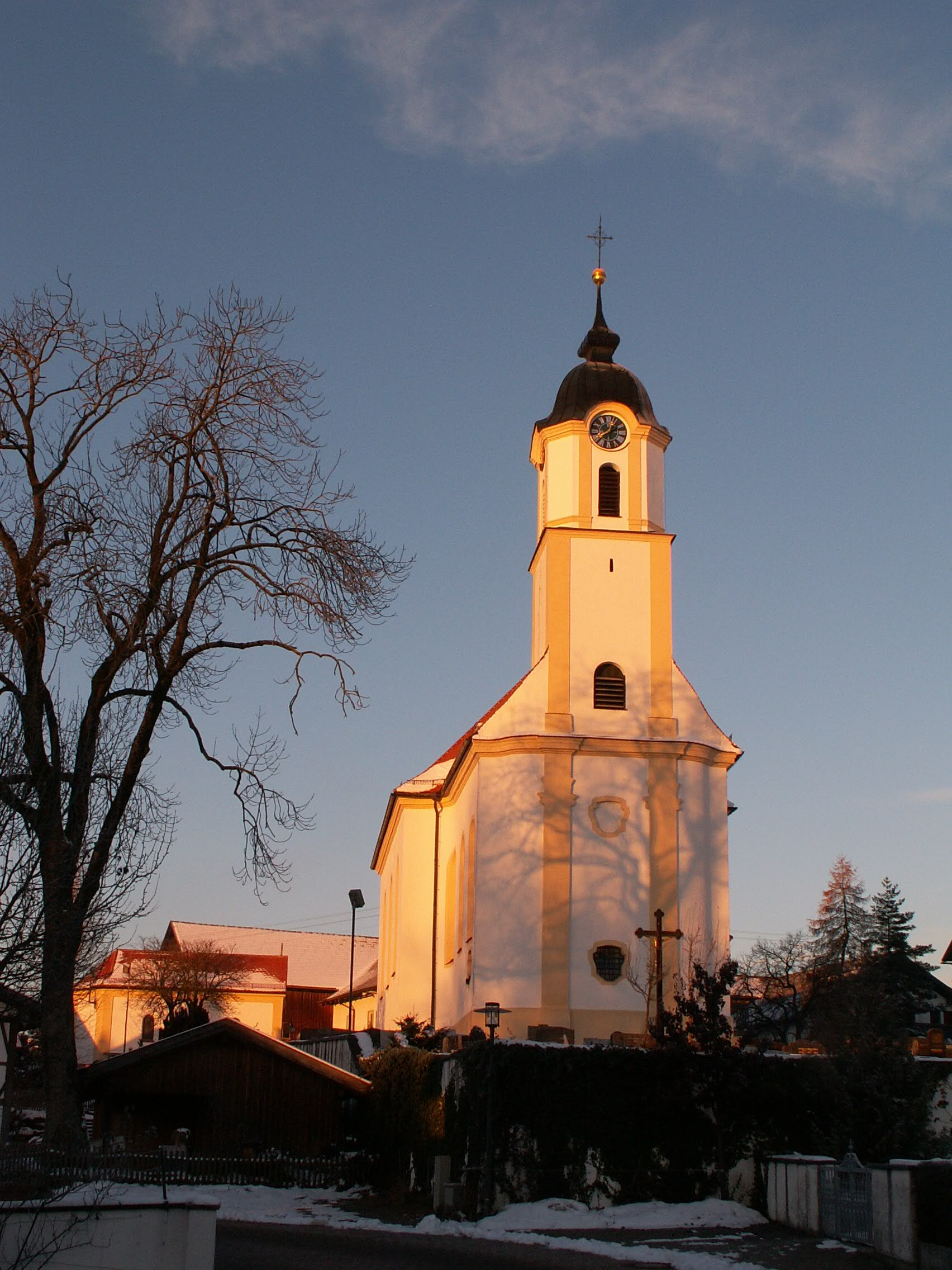
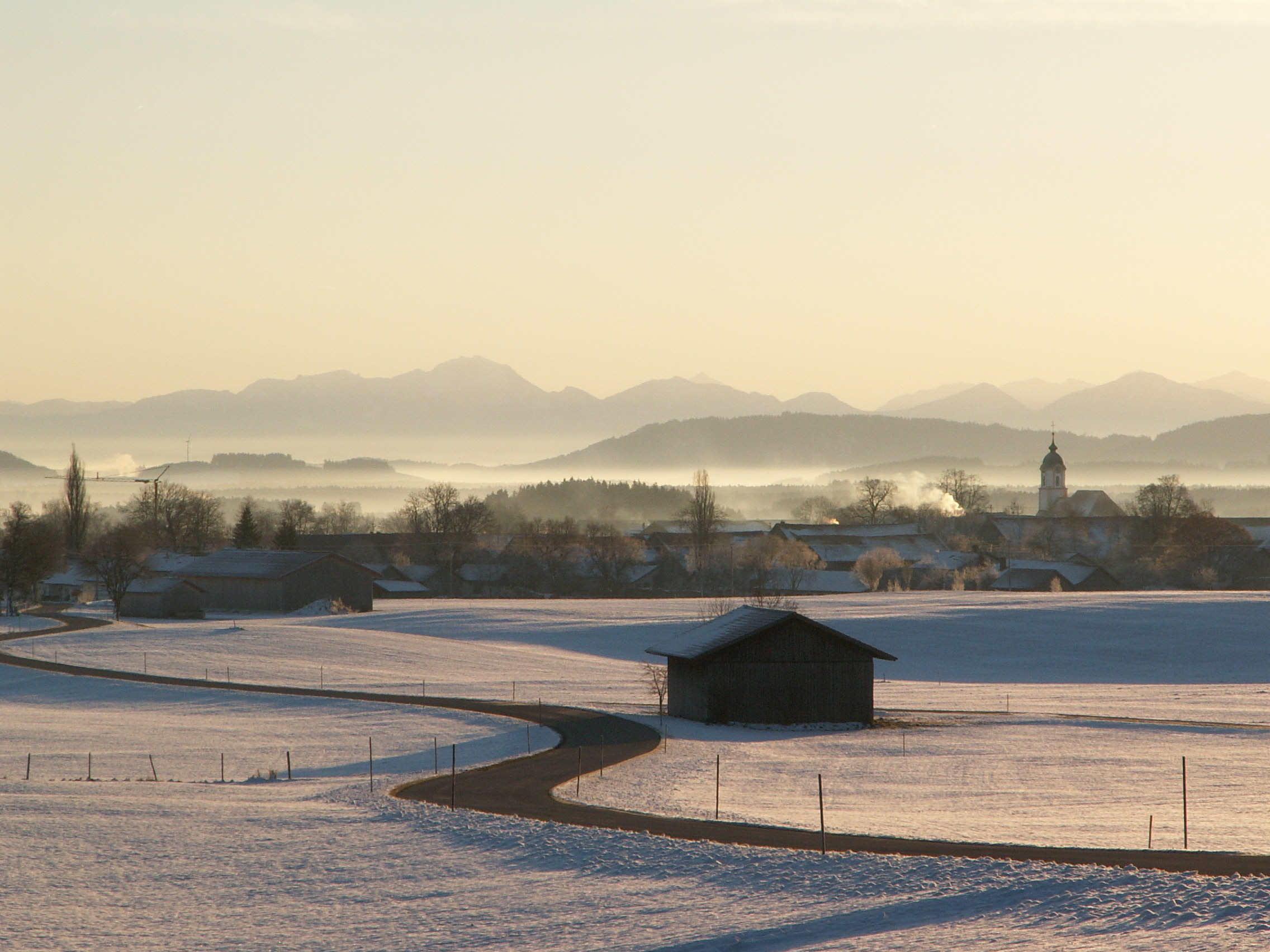